# Débits et portées
Le tableau ci-dessous donne les débits et portées moyennes de plusieurs types de réseaux sans fil et filaires.

## Débits et portées
| Normes                                 | Débits de données                                                         | Portées                                                                        | Type de connexion                        | Fréquence d'émission (porteuse)                                                                  | Temps de transfert théorique d'une chanson de 3 min encodée en MP3 de 3 Mo (*) | Temps de transfert théorique d'un film de 2h encodé en MP4 (x264) de 1 Go (*) |
| -------------------------------------- | ------------------------------------------------------------------------- | ------------------------------------------------------------------------------ | ---------------------------------------- | ------------------------------------------------------------------------------------------------ | ------------------------------------------------------------------------------ | ----------------------------------------------------------------------------- |
| Bluetooth 1.2                          | 720 Kbit/s                                                                | 10 m                                                                           | Sans fil                                 | 2,4 GHz                                                                                          | 34 s                                                                           | 3h 14 min                                                                     |
| Bluetooth 2.0                          | 2,1 Mbit/s                                                                | 10 m                                                                           | Sans fil                                 | 2,4 GHz                                                                                          | 12 s                                                                           | 1 h 4 min                                                                     |
| Bluetooth 2.0/2.1 + EDR                | 1 Mbit/s (mode LE) à 3 Mbit/s                                             | 10 m                                                                           | Sans fil                                 | 2,4 GHz                                                                                          | entre 24 s et 8 s                                                              | entre 2 h 16 min et 45 min                                                    |
| Bluetooth 3.0 + HS/AMP                 | 2,1 Mbit/s[réf. souhaitée]                                                | 10 m                                                                           | Sans fil                                 | 2,4 GHz                                                                                          | 12 s                                                                           | 1 h 4 min                                                                     |
| Bluetooth 4.x                          | 2 Mbit/s[réf. souhaitée]                                                  | 60 m                                                                           | Sans fil                                 | 2,4 GHz                                                                                          | 12 s                                                                           | 1 h 8 min                                                                     |
| Bluetooth 5.0                          | 2 Mbit/s                                                                  | 60 m                                                                           | sans fil                                 | 2,4GHz                                                                                           | 12 s                                                                           | 1 h 8 min                                                                     |
| Bluetooth 5.2                          | 2 Mbit/s                                                                  | .                                                                              | Sans fil                                 | 2,4 et 5Ghz (802.11 AMP)                                                                         | 12 s                                                                           | 1 h 8 min                                                                     |
| Firewire 400 (IEEE 1394, i-LINK, Lynx) | 393 Mbit/s                                                                | 4,5 m (100 m par fibre optique)                                                | Câble                                    | Non applicable                                                                                   | 0,06 s                                                                         | 20 s                                                                          |
| Firewire 800                           | 786 Mbit/s                                                                | 4,5 m (100 m par fibre optique)                                                | Câble                                    | Non applicable                                                                                   | 0,03 s                                                                         | 10,4 s                                                                        |
| Firewire 1600                          | 1.5 Gbit/s                                                                | 4,5 m (100 m par fibre optique)                                                | Câble                                    | Non applicable                                                                                   | 0,015 s                                                                        | 5,3 s                                                                         |
| Firewire 3200                          | 3,2 Gbit/s                                                                | 4,5 m (100 m par fibre optique)                                                | Câble                                    | Non applicable                                                                                   | 0,0073 s                                                                       | 2,5 s                                                                         |
| Lightning                              | cf. USB 2.0 & 3.0                                                         | 1 m                                                                            | Câble                                    | Non applicable                                                                                   | .                                                                              | .                                                                             |
| LPWAN (Sigfox, LoRa)                   | 0.3 kbit/s à 100 kbit/s                                                   | de quelques km à > 10 km                                                       | Sans fil                                 | 433 Mhz; 865 MHz à 867 MHz (Inde); 923 MHz (Asie); 868 MHz (Europe); 902 MHz (USA)               | entre 23 h et 4 min                                                            | entre 323 jours et 23 h                                                       |
| NFC                                    | 424 kbit/s                                                                | 10 cm                                                                          | Sans fil                                 | 13,56 MHz                                                                                        | 55 s                                                                           | 5 h 14 min                                                                    |
| GSM (2G)                               | 9,6 kbit/s                                                                | entre 10 et 30 km                                                              | Sans fil: téléphonie et données mobiles  | 0,9 ou 1,8 GHz                                                                                   | 42 min                                                                         | 9,5 jours                                                                     |
| GPRS (2,5G)                            | 40 kbit/s (114 kbit/s théoriques)                                         | entre 10 et 30 km                                                              | Sans fil: téléphonie et données mobiles  | Idem 2G ou 3G                                                                                    | 10 min (3 min 35 s en débit théorique)                                         | 2,5 jours (20 h en débit théorique)                                           |
| EDGE (2,75G)                           | 128 kbit/s (384 kbit/s théoriques)                                        | .                                                                              | Sans fil: téléphonie et données mobiles  | Idem 2G ou 3G                                                                                    | 3 min (1 min en débit théorique)                                               | 18 h (6 h en débit théorique)                                                 |
| UMTS (3G)                              | 384 kbit/s (2 Mbit/s théoriques)                                          | .                                                                              | Sans fil: téléphonie et données mobiles  | entre 900 MHz et 2,1 GHz                                                                         | 1 min (12s en débit théorique)                                                 | 6 h (1 h et quart en débit théorique)                                         |
| HSDPA (3,5G)                           | 8 à 14 Mbit/s théoriques                                                  | .                                                                              | Sans fil: téléphonie et données mobiles  | entre 900 MHz et 2,1 GHz                                                                         | entre 3 s et 1,7 s                                                             | entre 17 min et ~10 min                                                       |
| LTE (4G)                               | 50 à 150 Mbit/s théoriques                                                | .                                                                              | Sans fil: téléphonie et données mobiles  | entre 700 MHz et 2,7 GHz                                                                         | entre 0,5 s et 0,16 s                                                          | entre 2 min 44 s et ~1 min                                                    |
| LTE-A (4G+)                            | 450 Mbit/s                                                                |                                                                                | Sans fil: téléphonie et données mobiles  | entre 700 MHz et 2,7 GHz                                                                         | 0,05 s                                                                         | 18,20 s                                                                       |
| NR (5G)                                | 10 Gbit/s (théoriques montant) 5 Gbit/s descendant (20 Gbit/s théoriques) | FR1 : jusqu'à 200 km FR2: De quelques dizaines à plusieurs centaines de mètres | Sans fil : téléphonie et données mobiles | FR1: entre 450 MHz et 6 GHz FR2: entre 24,25 GHz et 52,6 GHz                                     | 0,0047 s (0,0012 en débit théorique)                                           | 1,6 s (0,4 s en débit théorique)                                              |
| RS-232 (port série)                    | 75 bit/s à 115 200 bit/s (max 20 000 bit/s théoriques (spécifications))   | de 2 m à 2 km                                                                  | Câble                                    | Non applicable                                                                                   | entre 4 jours et 3 min 30 s                                                    | entre et 3 ans et demi et 20h                                                 |
| Thunderbolt 3 & 4                      | 25.92 Gbit/s (40 Gbit/s théoriques)                                       | 3 m                                                                            | Câble                                    | Non applicable                                                                                   | 0.0009 s                                                                       | 0,3 s                                                                         |
| USB 1.0 & 1.1                          | 12 Mbit/s                                                                 | 5 m                                                                            | Câble                                    | Non applicable                                                                                   | 2,4 s                                                                          | 11 min                                                                        |
| USB 2.0                                | 480 Mbit/s                                                                | 5 m                                                                            | Câble                                    | Non applicable                                                                                   | 0,05 s                                                                         | 17 s                                                                          |
| USB 3.0 (ou USB 3.1 Gen 1)             | 1,2 Gbit/s à 4 Gbit/s (5 Gbit/s théoriques)                               |                                                                                | Câble                                    | Non applicable                                                                                   | entre 0,02 s et 0,006 s                                                        | entre 6,6 s et 2 s                                                            |
| USB 3.1 (ou USB 3.1 Gen 2)             | 10 Gbit/s théoriques                                                      |                                                                                | Câble                                    | Non applicable                                                                                   | 0,0023 s                                                                       | 0,8 s                                                                         |
| Wireless Firewire                      | 100 à 480 Mbit/s                                                          | 10 m                                                                           | Sans fil                                 | .                                                                                                | entre 0,24 et 0,05 s                                                           | entre 1 min 22 s et 17 s                                                      |
| Wireless USB                           | 110 à 480 Mbit/s                                                          | 10 m                                                                           | Sans fil                                 | .                                                                                                | entre 0,2 et 0,05 s                                                            | entre 1 min 14 s et 17 s                                                      |
| Zigbee (IEEE 802.15.4)                 | 20 kbit/s à 250 kbit/s                                                    | 10–100 m                                                                       | Sans fil                                 | 2,4 GHz dans la plupart des pays; 784 MHz (Chine); 868 MHz (Europe); 915 MHz (USA et Australie). | entre 20 min 28 s et 1 min 38 s                                                | entre ~5 jours et ~9,5 h                                                      |
| 802.11 (Wi-Fi "0")                     | 2 Mb/s                                                                    | 10-100 m                                                                       | Sans fil                                 | 2,4 GHz                                                                                          |                                                                                |                                                                               |
| 802.11a (Wi-Fi "2")                    | 30 Mbit/s (54 Mbit/s théoriques)                                          | 10 m                                                                           | Sans fil                                 | 5 GHz                                                                                            | 0,8 s (0,44 s en débit théorique)                                              | 4 min 33 s (2 min 31 s en débit théorique)                                    |
| 802.11b (Wi-Fi "1")                    | 6 Mbit/s (11 Mbit/s théoriques)                                           | 300 m                                                                          | Sans fil                                 | 2,4 GHz                                                                                          | 4 s (0,2 s en débit théorique)                                                 | 22 min 45 s (12 min 24 s en débit théorique)                                  |
| 802.11g (Wi-Fi "3")                    | 26 Mbit/s (54 Mbit/s théoriques)                                          | 70 m                                                                           | Sans fil                                 | 2,4 GHz                                                                                          | 1 s (0,44 s en débit théorique)                                                | 5 min 15 s (2 min 31 s en débit théorique)                                    |
| 802.11n (Wi-Fi 4)                      | 600 Mbit/s                                                                | 70 m                                                                           | Sans fil                                 | 2,4 ou 5 GHz                                                                                     | 0,04 s                                                                         | 13,6 s                                                                        |
| 802.11ac (Wi-Fi 5)                     | 7 Gbit/s                                                                  | 30 m                                                                           | Sans-fil                                 | 2,4 et 5 GHz                                                                                     | 0,0034 s                                                                       | 1,15 s                                                                        |
| 802.11ax (Wi-Fi 6 et 6E)               | 10 Gbit/s                                                                 | 70 m                                                                           | Sans-fil                                 | Entre 1 et 7,125 GHz                                                                             | 0,0023                                                                         | 0,8 s                                                                         |
| 802.11be (Wi-Fi 7)                     | 30 Gb/s                                                                   | Projet en cours                                                                | Sans-fil                                 | Projet en cours                                                                                  | Projet en cours                                                                | Projet en cours                                                               |
| 802.16d (WiMAX "fixe")                 | 12 Mbit/s (70 Mbit/s théoriques)                                          | 20 km (50 km théoriques)                                                       | Sans fil                                 | entre 2 et 11 GHz                                                                                | 2 s (0,34 s en débit théorique)                                                | 11 min (2 min en débit théorique)                                             |
| 802.16e (WiMAX "mobile")               | 30 Mbit/s (70 Mbit/s théoriques)                                          | 3 km (50 km théoriques)                                                        | Sans fil                                 | entre 3,5 et 6 GHz                                                                               | 0,8 s (0,34 s en débit théorique)                                              | 4 min 33 (2 min en débit théorique)                                           |

* compter au moins 25% de temps en plus du fait du rajout de 2 bits de contrôle d'erreur pour chaque octet